# Lista de navios comissionados em 1945
A seguir está uma lista com os navios comissionados no ano de 1945.
| Data                    | Operador                   | Nome da embarcação    | Classe                  | Código naval | Notas |
| ----------------------- | -------------------------- | --------------------- | ----------------------- | ------------ | ----- |
| 7 de janeiro            | Marinha dos Estados Unidos | Dayton                | Classe Cleveland        | CL-105       |       |
| 8 de janeiro            | Marinha dos Estados Unidos | Amsterdam             | Classe Cleveland        | CL-101       |       |
| 9 de janeiro            | Marinha dos Estados Unidos | Chevalier             | Classe Gearing          | DD-805       |       |
| 10 de janeiro           | Marinha dos Estados Unidos | Chicago               | Classe Baltimore        | CA-136       |       |
| 15 de janeiro           | Marinha Real Britânica     | Vengeance             | Classe Colossus         | R71          |       |
| 27 de janeiro           | Marinha dos Estados Unidos | Stormes               | Classe Allen M. Sumner  | DD-780       |       |
| 27 de janeiro           | Marinha dos Estados Unidos | Higbee                | Classe Gearing          | DD-806       |       |
| 28 de janeiro           | Marinha dos Estados Unidos | Antietam              | Classe Essex            | CV-36        |       |
| de janeiro              | Marinha Nacional Francesa  | Dixmude               | Classe Charger          |              |       |
| 3 de fevereiro          | Marinha dos Estados Unidos | Tucson                | Classe Atlanta          | CL-98        |       |
| 3 de fevereiro          | Marinha dos Estados Unidos | Frank E. Evans        | Classe Allen M. Sumner  | DD-754       |       |
| 5 de fevereiro          | Marinha dos Estados Unidos | Gilbert Islands       | Classe Commencement Bay | CVE-107      |       |
| 13 de fevereiro         | Marinha dos Estados Unidos | Benner                | Classe Gearing          | DD-807       |       |
| 17 de fevereiro         | Marinha dos Estados Unidos | Saint Paul            | Classe Baltimore        | CA-73        |       |
| 17 de fevereiro         | Marinha dos Estados Unidos | James C. Owens        | Classe Allen M. Sumner  | DD-776       |       |
| 17 de fevereiro         | Marinha dos Estados Unidos | Harlan R. Dickson     | Classe Allen M. Sumner  | DD-708       |       |
| 1 de março              | Marinha dos Estados Unidos | Hugh Purvis           | Classe Allen M. Sumner  | DD-709       |       |
| 2 de março              | Marinha dos Estados Unidos | Dennis J. Buckley     | Classe Gearing          | DD-808       |       |
| 3 de março              | Marinha dos Estados Unidos | John A. Bole          | Classe Allen M. Sumner  | DD-755       |       |
| 3 de março              | Marinha dos Estados Unidos | Robert K. Huntington  | Classe Allen M. Sumner  | DD-781       |       |
| 5 de março              | Marinha dos Estados Unidos | Cape Gloucester       | Classe Commencement Bay | CVE-109      |       |
| 8 de março              | Marinha dos Estados Unidos | Strong                | Classe Allen M. Sumner  | DD-758       |       |
| 17 de março             | Marinha dos Estados Unidos | Bristol               | Classe Allen M. Sumner  | DD-857       |       |
| 31 de março             | Marinha dos Estados Unidos | Rowan                 | Classe Gearing          | DD-782       |       |
| 9 de abril              | Marinha dos Estados Unidos | Vella Gulf            | Classe Commencement Bay | CVE-111      |       |
| 16 de abril             | Marinha dos Estados Unidos | Boxer                 | Classe Essex            | CV-21        |       |
| 29 de abril             | Marinha dos Estados Unidos | Bremerton             | Classe Baltimore        | CA-130       |       |
| 3 de maio               | Marinha dos Estados Unidos | Gearing               | Classe Gearing          | DD-710       |       |
| 12 de maio              | Marinha dos Estados Unidos | Kula Gulf             | Classe Commencement Bay | CVE-108      |       |
| 12 de maio              | Marinha dos Estados Unidos | Gurke                 | Classe Gearing          | DD-783       |       |
| 14 de maio              | Marinha dos Estados Unidos | Siboney               | Classe Commencement Bay | CVE-112      |       |
| 15 de maio              | Marinha dos Estados Unidos | Providence            | Classe Cleveland        | CL-82        |       |
| 19 de maio              | Marinha dos Estados Unidos | Salerno Bay           | Classe Commencement Bay | CVE-110      |       |
| 8 de junho              | Marinha dos Estados Unidos | Columbus              | Classe Baltimore        | CA-74        |       |
| 8 de junho              | Marinha dos Estados Unidos | Eugene A. Greene      | Classe Gearing          | DD-711       |       |
| 9 de junho              | Marinha dos Estados Unidos | McKean                | Classe Gearing          | DD-784       |       |
| 2 de julho              | Marinha dos Estados Unidos | Gyatt                 | Classe Gearing          | DD-712       |       |
| 17 de junho             | Marinha dos Estados Unidos | Little Rock           | Classe Cleveland        | CL-92        |       |
| 18 de junho             | Marinha dos Estados Unidos | Puget Sound           | Classe Commencement Bay | CVE-113      |       |
| 25 de junho             | Marinha dos Estados Unidos | Portsmouth            | Classe Cleveland        | CL-102       |       |
| 1 de julho              | Marinha dos Estados Unidos | Fall River            | Classe Baltimore        | CA-131       |       |
| 16 de julho             | Marinha dos Estados Unidos | Bairoko               | Classe Commencement Bay | CVE-115      |       |
| 22 de julho             | Marinha dos Estados Unidos | Los Angeles           | Classe Baltimore        | CA-135       |       |
| 28 de julho             | Marinha dos Estados Unidos | Northwind             | Classe Wind             | WAG 282      |       |
| 31 de julho             | Marinha dos Estados Unidos | Kenneth D. Bailey     | Classe Gearing          | DD-713       |       |
| 4 de agosto             | Marinha dos Estados Unidos | Henderson             | Classe Gearing          | DD-785       |       |
| 26 de agosto            | Marinha dos Estados Unidos | Macon                 | Classe Baltimore        | CA-132       |       |
| 4 de setembro           | Marinha dos Estados Unidos | Helena                | Classe Baltimore        | CA-75        |       |
| 4 de setembro           | Marinha dos Estados Unidos | Saidor                | Classe Commencement Bay | CVE-117      |       |
| 10 de setembro          | Marinha dos Estados Unidos | Midway                | Classe Midway           | CVB-41       |       |
| 16 de outubro           | Marinha dos Estados Unidos | Point Cruz            | Classe Commencement Bay | CVE-119      |       |
| 26 de outubro           | Marinha dos Estados Unidos | R. B. Anderson        | Classe Gearing          | DD-786       |       |
| 21 de setembro          | Marinha dos Estados Unidos | William R. Rush       | Classe Gearing          | DD-714       |       |
| 22 de outubro           | Marinha dos Estados Unidos | Rendova               | Classe Commencement Bay | CVE-114      |       |
| 27 de outubro           | Marinha dos Estados Unidos | Franklin D. Roosevelt | Classe Midway           | CVB-42       |       |
| 14 de novembro          | Marinha dos Estados Unidos | Badoeng Strait        | Classe Commencement Bay | CVE-116      |       |
| 24 de novembro          | Marinha dos Estados Unidos | William M. Wood       | Classe Gearing          | DD-715       |       |
| 4 de dezembro           | Marinha dos Estados Unidos | Mindoro               | Classe Commencement Bay | CVE-120      |       |
| 9 de dezembro           | Marinha dos Estados Unidos | Fargo                 | Classe Fargo            | CL-106       |       |
| 26 de fevereiro de 1946 | Marinha dos Estados Unidos | Corry                 | Classe Gearing          | DD-817       |       |
| 12 de julho de 1946     | Marinha dos Estados Unidos | Hamner                | Classe Gearing          | DD-718       |       |
| 18 de maio de 1946      | Marinha dos Estados Unidos | Holder                | Classe Gearing          | DD-819       |       |
| 23 de fevereiro de 1946 | Marinha dos Estados Unidos | Huntington            | Classe Fargo            | CL-107       |       |
| 8 de fevereiro de 1946  | Marinha dos Estados Unidos | James E. Kyes         | Classe Gearing          | DD-787       |       |
| 23 de agosto de 1946    | Marinha dos Estados Unidos | Johnston              | Classe Gearing          | DD-821       |       |
| 23 de maio de 1947      | Marinha dos Estados Unidos | Keppler               | Classe Gearing          | DD-765       |       |
| 21 de março de 1947     | Marinha dos Estados Unidos | Lloyd Thomas          | Classe Gearing          | DD-764       |       |
| 5 de abril de 1946      | Marinha dos Estados Unidos | New                   | Classe Gearing          | DD-818       |       |
| 16 de fevereiro de 1946 | Marinha dos Estados Unidos | Oregon City           | Classe Oregon City      | CA-122       |       |
| 3 de julho de 1946      | Marinha dos Estados Unidos | Rich                  | Classe Gearing          | DD-820       |       |
| 26 de outubro de 1946   | Marinha dos Estados Unidos | Robert H. McCard      | Classe Gearing          | DD-822       |       |
| 22 de dezembro de 1944  | Marinha dos Estados Unidos | Southerland           | Classe Gearing          | DD-743       |       |
| 22 de março de 1946     | Marinha dos Estados Unidos | Theo. E. Chandler     | Classe Gearing          | DD-717       |       |
| 18 de dezembro de 1946  | Marinha dos Estados Unidos | William C. Lawe       | Classe Gearing          | DD-763       |       |
| 12 de janeiro de 1946   | Marinha dos Estados Unidos | Wiltsie               | Classe Gearing          | DD-716       |       |